# Les Trésors d'Agra
Pour plus de détails, voir Fiche technique et Distribution.
Les Aventures de Sherlock Holmes et du docteur Watson : Les Trésors d'Agra (en russe : Приключения Шерлока Холмса и доктора Ватсона: Сокровища Агры) est un téléfilm soviétique réalisé par Igor Maslennikov en 1983. Il s'agit du quatrième épisode de la série Les Aventures de Sherlock Holmes et du docteur Watson réalisée par Maslennikov.
Le duo Holmes / Watson est incarné par Vasili Livanov et Vitali Solomin.

## Synopsis
Le film se compose de deux épisodes d'environ 75 minutes chacun. L'intrigue est une adaptation fidèle du roman Le Signe des quatre d'Arthur Conan Doyle, ainsi que de la nouvelle Un scandale en Bohême. Les deux intrigues ne sont pas mélangées : Holmes enquête sur le cas du roi de Bohême au début du second épisode du téléfilm, alors que l'enquête du Signe des quatre est momentanément en suspens.

## Distribution

### Première partie
Liste non exhaustive des acteurs :
- Vassili Livanov : Sherlock Holmes
- Vitali Solomine : Docteur Watson
- Rina Zelionaïa : Mrs Hudson
- Borislav Brondoukov : Inspecteur Lestrade
- Ekaterina Zintchenko : Mary Morstan
- Viktor Proskourine : Thadeus Sholto
- Sergueï Chakourov : Jonathan Small
- Pavel Kadotchnikov : major Sholto

### Seconde partie
Liste non exhaustive des acteurs :
- Georgi Martirosian : Wilhelm Von Ormstein
- Larissa Soloviova : Irène Adler
- Pavel Remesov : Godfrey Norton